# Burton Weisbrod
Burton A. Weisbrod (né le 13 février 1931 à Chicago est un économiste américain.